# Frankenia interioris
Frankenia interioris är en frankeniaväxtart som beskrevs av Carl Hansen Ostenfeld. Frankenia interioris ingår i släktet frankenior, och familjen frankeniaväxter.

## Underarter
Arten delas in i följande underarter:
- F. i. interioris
- F. i. parviflora